# Dicroidium
Dicroidium é um género extinto de samambaias Pteridospermatophyta com sementes que eram abundantes no continente Gondwana durante o período Triássico (251 a 200 milhões de anos). Seus fósseis são conhecidos da África do Sul, Austrália, Nova Zelândia, América do Sul e Antártica. Eles foram descobertos em sedimentos do Triássico da Tasmânia por Morris em 1845.

## Descrição
As folhas eram essencialmente como das samambaias modernas, porém eles eram bifurcada, dando a aparência de duas folhas de samambaia juntou-se na base. Parece que eram eram plantas de folha caduca. Estas plantas tinham estruturas reprodutivas masculina e feminina. Antes de se saber que pertenciam à mesma espécie, o sexo masculino eram nomeados Pteruchus e o Umkomasia estruturas do sexo feminino.

## Espécies
- Dicroidium crassinervis
- Dicroidium coriaceum, Africa do Sul.
- Dicroidium dubium
- Dicroidium elongatum, Australia
- Dicroidium odontopteroides, Brasil.[2]
- Dicroidium spinifolium
- Dicroidium stelznerianum, Argentina, Nova Zelandia.[3]
- Dicroidium zuberi, Antartica, Australia, Africa do Sul e Brasil.[4]
- Dicroidium sp. A.